# راكدة بيجرينكية
راكدة بيجرينكية (الاسم العلمي: Acinetobacter beijerinckii) هي نوع من البكتيريا يتبع جنس الراكدة من الفصيلة الموراكسيلية.